# Aloasí
Aloasí ist eine Ortschaft und eine Parroquia rural („ländliches Kirchspiel“) im Kanton Mejía der ecuadorianischen Provinz Pichincha. Die Parroquia Aloasí besitzt eine Fläche von 66,34 km². Die Einwohnerzahl lag im Jahr 2010 bei 9686.

## Lage
Die Parroquia Aloasí liegt im Anden-Hochtal im Süden der Provinz Pichincha. Das Verwaltungsgebiet liegt an der Ostflanke des 4790 m hohen Vulkans Corazón. Es umfasst neben dem Gipfel und dem Osthang auch die  an dessen Fuß gelegene Hochebene. Die Fernstraße E35 (Latacunga–Quito) verläuft entlang der östlichen Verwaltungsgrenze. Das Areal wird über den unweit der östlichen Verwaltungsgrenze nach Norden fließenden Río San Pedro entwässert. Der etwa 3000 m hoch gelegene Hauptort Aloasí befindet sich 2 km westsüdwestlich vom Kantonshauptort Machachi. Dazwischen verläuft die Fernstraße E35.
Die Parroquia Aloasí grenzt im Osten an die Parroquia Machachi, im äußersten Süden an die Provinz Cotopaxi mit den Parroquias Mulaló und San Juan de Pastocalle (beide im Kanton Latacunga), im Westen an die Parroquia El Chaupi sowie im Nordwesten und im Norden an die Parroquia Alóag.

## Geschichte
Ende des 17. Jahrhunderts wurde die kirchliche Pfarrei „Santa Ana de Aloasí“ gegründet. Die Parroquia Aloasí wurde am 29. Mai 1861 gegründet.

## Ökologie
Das Schutzgebiet Reserva Ecológica Los Ilinizas umfasst den Vulkan Corazón oberhalb einer Höhe von 3600 m.